# Godwin Brumowski
Godwin von Brumowski (Wadowice, 1889. július 26. – Schiphol, 1936. június 3.) az osztrák-magyar légierő legsikeresebb vadászpilótája az első világháborúban, összesen 35 igazolt légi győzelmet aratott. 

## Élete
Godwin von Brumowski 1889. július 26-án született a dél-lengyelországi Wadowicében. Apja Albin von Brumowski (1852-1927) tábornok volt. Godwin a családi hagyományt követve katonai reáliskolába járt, majd beiratkozott a mödlingi Katonai Műszaki Akadémiára. Miután 1910-ben végzett, a Jaroslauban állomásozó 29. tábori tüzérezredbe osztották be hadnagyi rangban. 1914 májusában főhadnaggyá léptették elő és adjutánsként áthelyezték a 6. tüzérosztályhoz. 

### Az első világháború
Az első világháború kitörésekor az orosz frontra került és egészen 1915 júliusáig ott harcolt. Ekkor átirányították a Légjárócsapatokhoz és miután elvégezte a megfigyelőtiszti tanfolyamot, az 1. repülőszázadban folytatta szolgálatát.   
1916. április 12-én Hotinban parádét rendeztek a fronton szolgáló orosz katonákat meglátogató II. Miklós cár részére. A díszszemlét hét osztrák-magyar repülőgép (köztük Brumowski és pilótája, Otto Jindra) zavarta meg, amelyek bombákat dobáltak a rémülten futkosó katonák közé. Az orosz tisztikar megaláztatását csak fokozta, hogy Brumowski és Jindra az ellenük küldött négy Morane-Saulnier egyfedelű közül kettőt lelőtt. Május 2-án Kurt Gruber pilótával együtt megszerezte harmadik légi győzelmét egy újabb Morane-Saulnier földre kényszerítésével. Brumowski ezután elvégezte a pilótatanfolyamot és 1916. július 3-ára megszerezte a tábori pilóta minősítést. A Flik 1-nél összesen 191 bevetést teljesített, ebből 120-at megfigyelőként. 
1916 novemberében átirányították az olasz fronton állomásozó 12. repülőszázadhoz. 1917. január 2-án egy kétüléses Farman felderítő lelövésével megszerezte ötödik légi győzelmét és bekerült az ászpilóták közé. Februárban a parancsnokság megszervezte az első, kizárólag vadászokból álló repülőszázadot, a Flik 41J-t, amelynek vezetőjéül Brumowskit nevezték ki. Ő engedélyt kért, hogy a nyugati frontra utazhasson és ismereteket szerezzen a német repülők által alkalmazott technikákról és szervezeti keretekről. Márciusban meglátogatta a Mörchingenben állomásozó 24. repülőszázadot (Jasta 24), négy bevetésen vett részt az antant-erők ellen és megismerkedett a leghíresebb német vadászpilótával, Manfred von Richthofennel. Áprilisban hazatért és szinte a háború végéig, 1918 októberéig irányította a 41. repülőszázadot, amely az egyik legsikeresebb vadászegységgé vált. Eleinte Hansa-Brandenburg D.I, majd Albatros D.III gépeken repültek; Brumowski a saját vadászgépét vörösre festette és fekete alapon fehér halálfejet pingált rá. 

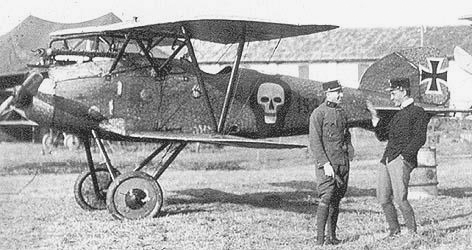
Godwin Brumowski (balra) és Frank Linke-Crawford Brumowski repülőgépe előtt

1917 május-júliusban hat ellenséges repülő lelövését jelentette, de ezekből csak négyet lehetett igazolni. Augusztus 10. és 28. között a tizenkilenc nap során 18 repülőgépet semlegesített (ebből hat igazolatlan maradt); a fokozott aktivitás oka az akkor meginduló tizenegyedik isonzói csata (1917. augusztus 18. - szeptember 15.) volt.     
1918 februárjában két alkalommal is közel járt hozzá a halál. Elsején egy hét repülőből álló ellenséges kötelékkel keveredett légiharcba, aminek során 26 golyó találta el vörös Albatrosát és a kiömlő üzemanyag lángra lobbantotta a felső és alsó szárnyakat. Sikerült azonban gyorsan leszállnia és komoly sérülés nélkül megúsznia az esetet. Három nappal később nyolc brit vadásszal harcolt és repülőgépét annyira szétlőtték, hogy kényszerleszállást kellett végrehajtania. Ezúttal sem sebesült meg.
Az 1918. június 15-én kezdődött második piavei csata volt az utolsó nagyobb összecsapás amiben részt vett. Ennek során két megfigyelőballont és két felderítő repülőt lőtt le; a második volt utolsó légi győzelme és a heves küzdelem után 37 golyónyomot számoltak össze Brumowski Albatrosán. Június 23-án végezte utolsó, 439. bevetését; két nappal később hosszú szabadságra küldték, október 11-én pedig a légierő parancsnokságán kapott feladatot.

### A háború után
A háború után egy ideig Bécsben élt feleségével, akivel 1918 elején házasodott össze; ezután Erdélybe költöztek, ahol felesége családjának nagyobb földbirtoka volt. Brumowski nehezen boldogult az idegen környezetben, a helybeliek nyelvét nem értette, a földműveléshez nem értett. 1930-ban elvált feleségétől, kislányát nála hagyta és Ausztriába költözött. Újraházasodott és az osztrák repülőgépgyártásban keresett munkát. A világháborús veteránokhoz hasonlóan Brumowski is jobboldali volt és belépett a Heimwehr paramilitáris csoportba. 1934. február 12-én Bécsben a jobb- és baloldali pártok között szinte a polgárháborúig éleződött a helyzet. Az ún. februári csata során Brumowski légitámadást hajtott végre a Goethehofban elbarikádozott szocialisták ellen. 1935-ben egy barátjával együtt repülőiskolát alapított.     
1936. június 3-án egy holland bankárt oktatott repülőgép-vezetésre, amikor az Amszterdam melletti Schiphol repülőterén Miles M.3 Falcon típusú gépük leszállás közben lezuhant és Brumowski életét vesztette.

## Kitüntetései
- Lipót Rend lovagkeresztje hadidíszítménnyel, kardokkal
- Vaskoronarend III. osztály a hadidíszítménnyel és kardokkal
- Tiszti Arany Vitézségi Érem
- Katonai Érdemkereszt III. osztály hadidíszítménnyel és kardokkal
- Ezüst Katonai Érdemérem hadiszalagon, kardokkal (kétszer)
- Bronz Katonai Érdemérem hadiszalagon, kardokkal
- Károly Csapatkereszt
- 1912-1913. évi Emlékkereszt
- Vaskereszt II. osztály (Németország)

## Légi győzelmei

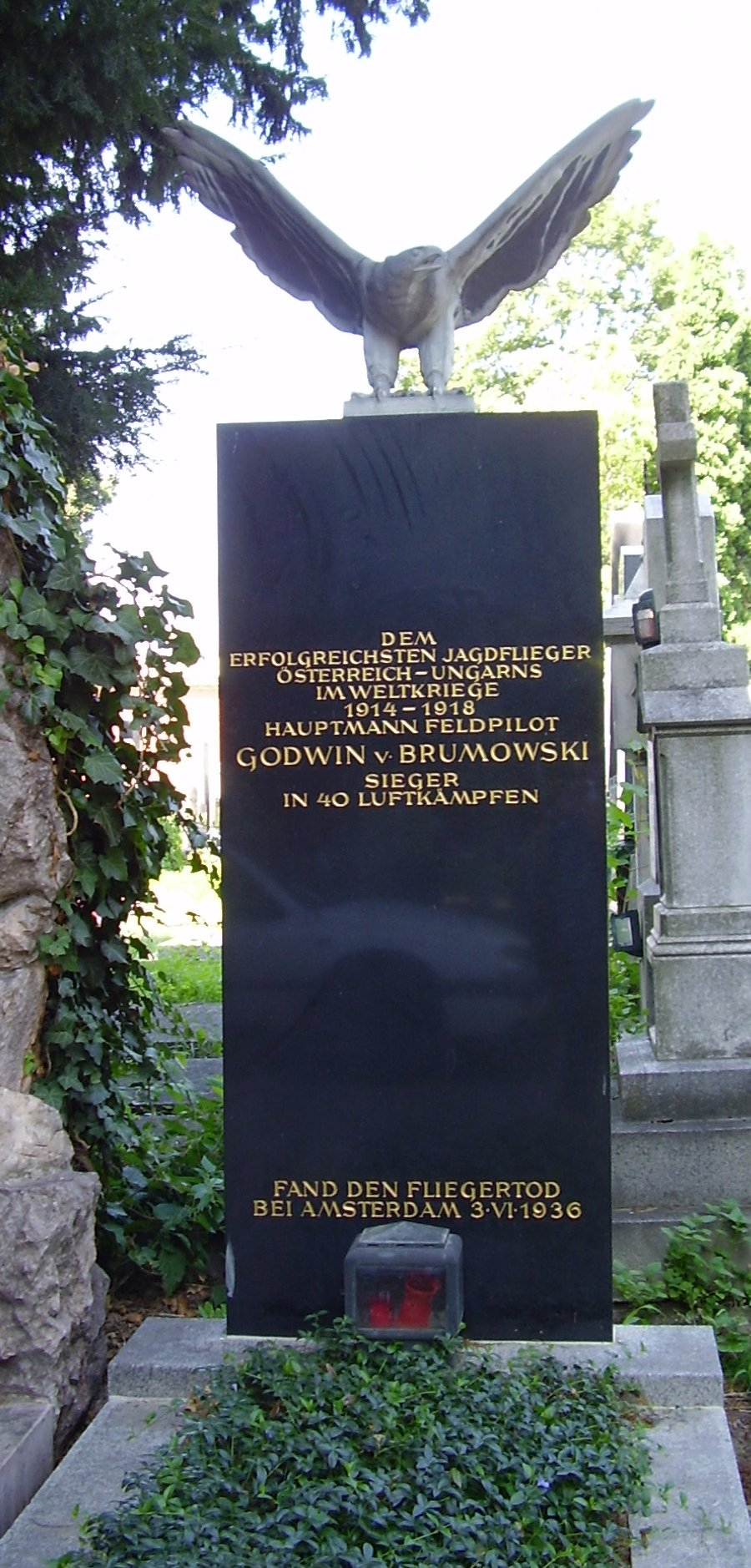
Godwin Brumowski sírja Bécsben

| Sorszám | Dátum               | Beosztási hely      | Használt repülőgép    | Ellenfél        | Helyszín           |
| 1       | 1916. április 12.   | 1. repülőszázad     | Albatros B.I          | Morane P        | Iszkowcy           |
| 2       | 1916. április 12.   | 1. repülőszázad     | Albatros B.I          | Morane P        | Chotin             |
| 3       | 1916. május 2.      | 1. repülőszázad     | Albatros B.I          | Morane P        | Lysskowcy          |
| 4       | 1916. december 3.   | 12. felderítőszázad | Hansa-Brandenburg D.I | Caproni Ca.I    | Mavhinje           |
| 5       | 1917. január 2.     | 12. felderítőszázad | Hansa-Brandenburg C.I | Farman          | Doberdó            |
| 6       | 1917. május 10.     | 41. vadászszázad    | Hansa-Brandenburg D.I | Voisin          | Monfalcone         |
| 7       | 1917. május 12.     | 41. vadászszázad    | Hansa-Brandenburg D.I | Nierpourt Scout | -                  |
| 8       | 1917. május 20.     | 41. vadászszázad    | Hansa-Brandenburg D.I | SPAD 2          | Monte Santo        |
| 9       | 1917. július 17.    | 41. vadászszázad    | Hansa-Brandenburg D.I | Voisin          | Isonzó             |
| 10      | 1917. augusztus 10. | 41. vadászszázad    | Hansa-Brandenburg D.I | Nierpourt Scout | Chiapovano         |
| 11      | 1917. augusztus 11. | 41. vadászszázad    | Hansa-Brandenburg D.I | Caudron         | Plava              |
| 12      | 1917. augusztus 11. | 41. vadászszázad    | Hansa-Brandenburg D.I | Caudron         | Plava              |
| 13      | 1917. augusztus 14. | 41. vadászszázad    | Hansa-Brandenburg D.I | Scout           | Glado              |
| 14      | 1917. augusztus 18. | 41. vadászszázad    | Hansa-Brandenburg D.I | Caudron         | Monte Santo        |
| 15      | 1917. augusztus 19. | 41. vadászszázad    | Hansa-Brandenburg D.I | Caudron         | Karbinje-Ivangrad  |
| 16      | 1917. augusztus 20. | 41. vadászszázad    | Hansa-Brandenburg D.I | Caudron         | San Giovanni       |
| 17      | 1917. augusztus 20. | 41. vadászszázad    | Hansa-Brandenburg D.I | Caudron         | Vertojba           |
| 18      | 1917. augusztus 20. | 41. vadászszázad    | Hansa-Brandenburg D.I | EA              | Monte Santo        |
| 19      | 1917. augusztus 22. | 41. vadászszázad    | Hansa-Brandenburg D.I | Savoia-Pomilio  | Gorizia            |
| 20      | 1917. augusztus 23. | 41. vadászszázad    | Hansa-Brandenburg D.I | Savoia-Pomilio  | Bate               |
| 21      | 1917. augusztus 26. | 41. vadászszázad    | Hansa-Brandenburg D.I | SPAD 1          | Monte San Gabriele |
| 22      | 1917. október 9.    | 41. vadászszázad    | Albatros D.III        | Légi ballon     | Shobba Estuary     |
| 23      | 1917. november 5.   | 41. vadászszázad    | Albatros D.III        | Macchi L3       | Latisana           |
| 24      | 1917. november 5.   | 41. vadászszázad    | Albatros D.III        | Macchi L3       | Latisana           |
| 25      | 1917. november 17.  | 41. vadászszázad    | Albatros D.III        | Légi ballon     | Piave              |
| 26      | 1917. november 23.  | 41. vadászszázad    | Albatros D.III        | Nierpourt Scout | Piave              |
| 27      | 1917. november 23.  | 41. vadászszázad    | Albatros D.III        | Nierpourt Scout | Piave              |
| 28      | 1917. november 29.  | 41. vadászszázad    | Albatros D.III        | Savoia-Pomilio  | Casa Serpo         |
| 29      | 1917. december 13.  | 41. vadászszázad    | Albatros D.III        | Légi ballon     | Meolo              |
| 30      | 1918. március 25.   | 41. vadászszázad    | Albatros D.III        | SIA 7b          | Oderzo             |
| 31      | 1918. április 17.   | 41. vadászszázad    | Albatros D.III        | Sopwith Camel   | Arcade             |
| 32      | 1918. június 16.    | 19. repülőszázad    | Albatros D.III        | Légi ballon     | Spresiano          |
| 33      | 1918. június 19.    | 19. repülőszázad    | Albatros D.III        | Légi ballon     | Passarella         |
| 34      | 1918. június 19.    | 19. repülőszázad    | Albatros D.III        | Two-Seater      | Candelu            |
| 35      | 1918. június 19.    | 19. repülőszázad    | Albatros D.III        | Ansaldo S.V.A.5 | Montello           |